# جان دیویدسون
جان دیویدسون (انگلیسی: John Davidson؛ ۲۵ دسامبر ۱۸۸۶ – ۱۶ ژانویهٔ ۱۹۶۸) بازیگر اهل ایالات متحده آمریکا بود.
وی بین سال‌های ۱۹۱۵ تا ۱۹۶۳ میلادی، در ۱۴۸ فیلم سینمایی بازی کرده است.

## بخشی از فیلمشناسی
از فیلم‌ها یا برنامه‌های تلویزیونی که وی در آن نقش داشته‌است می‌توان به آثار زیر اشاره کرد.
- رومئو و ژولیت (۱۹۱۶)
- آرسن لوپن (فیلم ۱۹۳۲) (۱۹۳۲)
- گرند هتل (۱۹۳۲)
- اسکارلت امپراتریس (۱۹۳۴)
- زنده‌باد ویا! (۱۹۳۴)
- داستان دو شهر (۱۹۳۵)
- آخرین روزهای پمپی (۱۹۳۵)
- دیکتاتور بزرگ (۱۹۴۰)
- ماجراهای کاپیتان مارول (۱۹۴۱)
- آوای جنگل (۱۹۴۴)
- لبه تیغ (۱۹۴۶)
- نامه‌ای به سه همسر (۱۹۴۹)
- عملیات نجات (فیلم ۱۹۲۹) (۱۹۴۹)